# Aleas
Aleas es una localidad española del municipio de Cogolludo, perteneciente a la provincia de Guadalajara, en la comunidad autónoma de Castilla-La Mancha.

## Geografía
Se trata de una pedanía de Cogolludo. La localidad está situada en la serranía de Guadalajara, en el parque natural de la Sierra Norte de Guadalajara.

## Historia
Se tiene constancia documental de Aleas desde el siglo XII, cuando en 1170 el rey Alfonso VIII de Castilla crea el señorío de Beleña, que incluía Aleas, Puebla de Beleña, Muriel, La Mierla, Sacedoncillo, Torrebeleña y Montarrón, para entregárselo a su servidor Martín González.
El 12 de enero de 1339 Melén Pérez Valdés, cuarto señor de Beleña, con el beneplácito del rey Alfonso XI, formó el Mayorazgo de la Villa y Castillo de Beleña con sus aldeas, términos, montes, ventas y vasallos. 
Otro Melén Pérez Valdés, en esta ocasión séptimo señor de Beleña, se casó con Mencía Fernández de Orozco (hija de Íñigo López de Orozco, que había muerto a manos del rey Pedro I de Castilla en la batalla de Nájera) y tuvieron dos hijos: Íñigo López de Valdés, al que correspondió el mayorazgo de Beleña, y Beatriz, a la que le tocó en herencia la parte de Maluque, que vendió en 1436 al primer marqués de Santillana, Íñigo López de Mendoza. Pocos años después, en 1452, Íñigo López de Valdés vendió el señorío de Beleña al marqués de Santillana. Cuando el marqués de Santillana murió, Beleña pasó a manos de su primogénito, Diego Hurtado de Mendoza, nuevo marqués de Santillana y primer duque del Infantado.
Otras fuentes dicen que fue el marqués de Santillana el que se hizo con estas tierras por la fuerza. De cualquier modo, la villa de Beleña y todos los pueblos que le pertenecían, como Aleas, formaron parte a partir de entonces del patrimonio de los Mendoza, una de las familias más importantes del Renacimiento español, perteneciendo primero a los duques del Infantado y después al condado de Coruña, todos ellos Mendoza.
Hacia mediados del siglo XIX, el lugar, por entonces con ayuntamiento propio, tenía contabilizada una población de 120 habitantes. La localidad aparece descrita en el primer volumen del Diccionario geográfico-estadístico-histórico de España y sus posesiones de Ultramar de Pascual Madoz de la siguiente manera:

ALEAS: l. con ayunt. de la prov. y adm. de rent. de Guadalajara (5 leg.), part. jud. de Cogolludo (1 1/2), aud. terr. y c. g. de Madrid (15), dióc. de Toledo (26): sit. en una especie de hondonada coronada de pequeños cerros por todas partes á escepcion del E., en suelo pendiente, escabroso, y sobre el cual, en tiempo de lluvias, es necesario andar con mucho cuidado porque la tierra es gredosa y resbaladiza, con poca ventilacion: clima sombrío, poco saludable, y los naturales perecen la mayor parte entre los 40 y 60 años: tiene 50 casas de un solo piso, muy malas, repartidas sin orden, y que forman una especie de plaza en la que se halla la consistorial, cuyo piso bajo es, sala de sesiones, cárcel y escuela, y en alto existe el pósito: á la escuela dotada con 25 fan. de trigo, concurren 14 niños, y la parr. matriz del inmediato l. de Romerosa, dedicada á S. Pedro, y servida por cura enónomo: es un edificio bastante mezquino de piedra toscamente labrada: en los afueras hay dos ermitas: la 1.ª titulada de S. Roque al O., y á pocos pasos de las casas, tiene unido al cementerio: la otra se halla al E. á 1/8 leg. con el nombre de la Virgen de los Melgares: por último, á unos 500 pasos en la parte mas inferior del pueblo, hay una fuente perenne abundante y algo salobre, que se destina á los ganados, y á doble dist. al N. otra mas escasa, pero de mejor agua para el uso de los hab. Confina el térm., por N. con su anejo de Romerosa, E. con los de Fuencenillan y Cogolludo, S. con el de Torrebeleña, y O. con el de Beleña: dist. estos lím. 1/4 leg. con poca diferencia: comprende 4,149 fan., de las que se labran 1,200: hay algo de viñedo, un carrascal muy deteriorado al E., al S. un rebollar, titulado la deh. boyal, y á dist. de 3/4 de leg. un pequeño arroyo que corre de E. á O., por la única vega que se halla en el lérm. El terreno es muy quebrado y escabroso con bastantes hondonadas que contienen la tierra mas pingüe y propia para la labor, en la que se emplean 182 fan. de 1.ª clase, 678 de 2.ª y 757 de 3.ª, entre las cuales se riegan 9 fan., y no pueden roturarse ningunas otras, porque no corresponderia su prod. á los afanes del labrador: hay tambien algunas canteras de alabastro: los caminos son todos de herradura y casi intransitables por el mal terreno; se recibe el correo por los mismos interesados en Cogolludo. prod.: trigo, cebada, avena y garbanzos: se mantiene algun ganado lanar, 40 bueyes de labor, 35 mulas, liebres, conejos y perdices con abundancia. ind.: hace 8 años no conocían sus hab. mas ocupacion que la labor; pero la existencia de las canteras de alabastro que hemos citado, atrajo á varios sujetos de Madrid, que formaron una fáb. de baldosas, construyendo una casa, en la que pusieron máquina para serrar la piedra, que era movida por una mula, y en los demás trabajos emplearon algunos jornaleros del pueblo: esta empresa abandonó su obra, y al presente unos cuantos vec., sin mas nociones que las adquiridas, mientras existió la fáb., y sin auxilio de máquina alguna, arrancan las piedras de la cantera, y elaboran la baldosa, que se conduce á la Corte por haber grandes pedidos. pobl.: 35 vec., 120 alm.: cap. prod.: 903,612 rs.: imp.: 45,325: contr.: 2,326 rs. 28 mrs.: presupuesto municipal: 600 rs., que se cubre con el prod. de propios y arbitrios, que consisten en varias tierras, el arrendamiento de la taberna, y un impuesto que pagan los braceros que se han dedicado á la estraccion de baldosa. Este pueblo correspondió antiguamente á la jurisd. de Beleña, con quien tiene y conserva mancomunidad de pastos: su archivo fué incendiado por los franceses.
(Madoz, 1845, p. 521)

Aleas fue escenario de la batalla de Guadalajara que supuso el tercer intento indirecto de las tropas franquistas de tomar Madrid. Al pueblo, que quedó en el flanco derecho de la batalla, llegaron desde Soria las tropas de Franco capitaneadas por el general Moscardó. El grueso de la batalla de Guadalajara tuvo lugar en la carretera que daba acceso a Madrid, entre los pueblos de Brihuega y Torija, donde estaban desplegados los camisas negras, tropas italianas lideradas por el fascista Mario Roatta. Las milicias de Enrique Líster y Cipriano Mera frenaron el avance de los rebeldes mientras las Brigadas Internacionales italianas, lideradas por Nino Nanetti frenaron el avance de Moscardó en Copernal. Nanetti se desplazó entonces a Brihuega para acabar con la última resistencia italiana de la CTV y así con el intento de los sublevados de llegar a Madrid.  Aunque a partir de este momento la historia considera acabada la batalla de Guadalajara, lo cierto es que la configuración de este frente permaneció estable desde finales de marzo de 1937 hasta dos días antes del final de la guerra. Aleas quedó entre las trincheras de ambos ejércitos, siendo constante objetivo de una unidad de artillería requeté con base en Arbancón. El pueblo fue evacuado y los vecinos trasladados a Humanes para después ser repartidos por diferentes pueblos, como Casa de Uceda y Alcocer. Cuando el bando republicano decidió retirarse de la zona dinamitó el pueblo para evitar que sus casas fueran utilizadas de modo alguno por las tropas franquistas. 
Ya en los años cuarenta, Aleas fue reconstruido por el Estado dentro del Plan Nacional de Regiones Devastadas. El municipio de Aleas desapareció en 1970, al ser incorporado junto al de Beleña de Sorbe al término municipal de Cogolludo.

## Demografía
| Gráfica de evolución demográfica de Aleas entre 1842 y 1960 |
| |
| Población de derecho según los censos de población del INE Población de hecho según los censos de población del INEEntre el censo de 1857 y el anterior, crece el término del municipio porque incorpora a Romerosa Entre el censo de 1970 y el anterior, este municipio desaparece porque se integra en el municipio Cogolludo |

## Economía
A mediados del siglo XIX ya se tiene constancia en Aleas de la existencia de una empresa de fábrica de baldosas de alabastro, una máquina para serrar la piedra que era movida por una mula. Cuando la empresa abandonó la fábrica fueron los vecinos los que comenzaron a extraer, sin ayuda mecánica, la piedra para elaborar baldosas a mano que enviaban a la Corte, ya que por entonces existía cierta demanda de este tipo de baldosas de alabastro. A mediado del siglo XX se abre una cantera a cielo abierto de extracción de piedra de yeso para la fabricación de escayola. 
El término de Aleas fue un coto de caza perteneciente a los cotos públicos de ICONA que pasó a ser un coto privado administrado por un grupo de vecinos de la pedanía.

## Patrimonio
La iglesia dedicada a San Pedro fue destruida durante la guerra civil. El pueblo contaba también con dos ermitas, la de la Virgen de los Melgares y la de San Roque, de las que sólo sigue en pie la segunda, reconstruida hace unos años por los vecinos del pueblo.

## Fiestas
- San Roque: Según el santoral la fiesta de San Roque se celebra el 16 de agosto, pero el pueblo lo traslada al fin de semana más cercano. Actualmente es durante la celebración de esta fiesta cuando sale la botarga.
- El Santo Niño: Fiesta tradicional del pueblo que se celebraba el tercer domingo de enero y, según la tradición, era entonces cuando salía la botarga acompañado de cuatro bailarines.

## Tradiciones

### La botarga

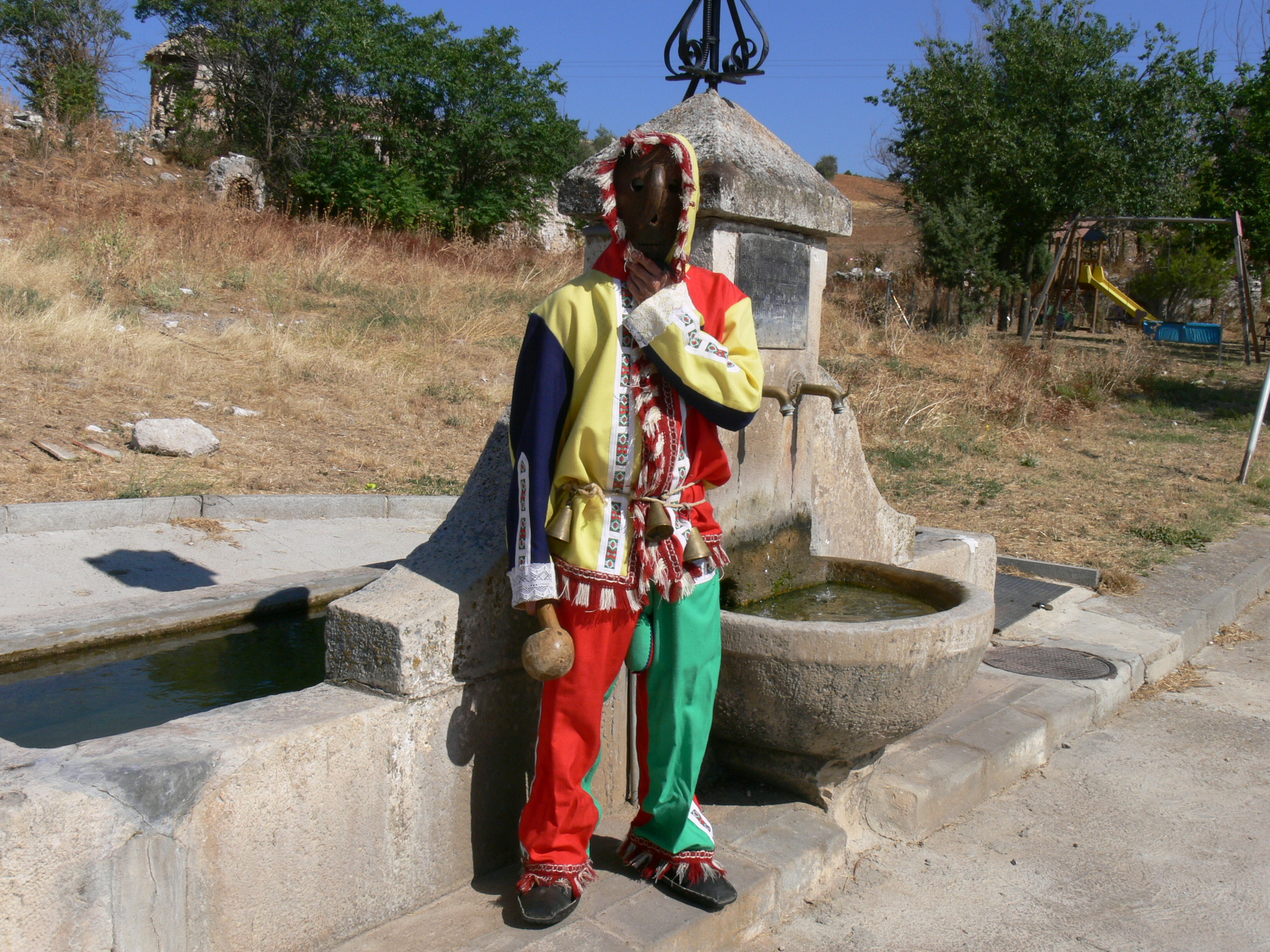
La botarga de Aleas

De origen prerromano, la botarga es una especie de bufón vestido con un traje de vistosos colores, una sarta de cencerros colgados de la cintura, una joroba adornando la espalda, albarcas en los pies y una máscara cubriendo su cara. Además en la mano lleva una cachiporra, generalmente de madera, con la que amenaza a la gente.  Se cree que en origen era una figura asociada los solsticios o labores agrícolas y su labor era pedir porque ese año se tuvieran abundantes cosechas y otros beneficios para la comunidad. Con la cristianización esta tradición se unió a las festividades de los distintos santos de los distintos pueblos. 
La botarga de Aleas sale a la calle el domingo de la festividad de San Roque, antes de la misa. Según la tradición ningún vecino debe conocer su identidad por lo que la botarga no puede hablar. No es hasta la misa cuando se descubre el rostro y al pasar el cestillo de la iglesia se muestre del todo a sus vecinos. 
Antes de la misa la botarga recorre el pueblo, persigue a los niños y entra de casa en casa despertando a las mozas del pueblo. Rasca con la cachiporra la espada de la gente hasta que obtiene de ellos un donativo y, si lo considera generoso, baila para hacer sonar sus cencerros en señal de alegría. 
Se cree que el origen de esta tradición pedigüeña está en la Edad Media, cuando las botargas de Guadalajara iban por los pueblos pidiendo limosnas. Se acercaban a la plaza mayor o la puerta de la iglesia y allí hacían piruetas o se caían al suelo para conseguir alguna moneda. Años después algunas botargas como la de Aleas obtenían estos donativos vendiendo naranjas a los forasteros. 

### Los bolos
Conocidos como bolos castellanos, se trata de un juego muy técnico característico de muchas provincias castellanas. Se juega con nueve bolos de madera, finos y alargados y bolas de madera y varios equipos cada uno de al menos tres jugadores. El juego de bolos de Aleas es un campo de tierra delimitado por troncos de madera según la tradición para que al golpear la bola no se dañe. 